# Alleviamento mirato della povertà
L'alleviamento mirato della povertà (cinese: 精准扶贫) è un concetto avanzato dal Comitato centrale del Partito comunista cinese con al centro il segretario generale Xi Jinping. Nel novembre del 2013, Xi Jinping, durante la sua ispezione nella parte occidentale dello Hunan, lo ha avanzato per primo. Negli ultimi anni in non poche località cinesi l'alleviamento della povertà è stato impreciso senza tenere conto dei bisogni pratici degli oggetti da aiutare. Mentre l'alleviamento mirato della povertà è un po' diverso dal punto di vista di sistema e meccanismo, evitando in gran misura i problemi, quali l'appropriazione indebita di capitali, la costruzione dei progetti solo per la reputazione. Inoltre anche il concetto di alleviamento mirato della povertà si sviluppa costantemente nel corso dell'esplorazione.

## Contenuti principali
Persistere nell'alleviamento mirato della povertà e nell'emancipazione mirata dalla povertà costituisce la strategia fondamentale per vincere la lotta contro povertà. Nel corso dell'applicazione della strategia occorre realizzare "6 precisioni"(gli oggetti precisi dell'alleviamento della povertà, le misure nei confronti delle famiglie precise, la pianificazione precisa dei progetti, l'uso preciso dei capitali, l'invio preciso del personale in villaggi, e i risultati precisi dell'alleviamento della povertà), e applicare "5 gruppi"(un gruppo di persone affrancate dalla povertà attraverso lo sviluppo della produzione, un gruppo di persone affrancate dalla povertà attraverso il trasferimento in altre località, un gruppo di persone affrancate dalla povertà attraverso la compensazione ecologica, un gruppo di persone affrancate dalla povertà attraverso lo sviluppo dell'istruzione, un gruppo di persone garantite dalla previdenza sociale).

## Corso di sviluppo
Nel novembre del 2013 nel corso della sua ispezione nel villaggio di Shibadong, nel distretto di Huayuan, prefettura di Xiangxi, provincia dello Hunan, Xi Jinping ha dato per la prima volta le importanti istruzioni di "Essere pratico e realistico, agire secondo la specificità del posto, dirigere i lavori, classificando le diverse situazioni, alleviare in modo mirato la povertà".
Nel gennaio del 2014 l'Ufficio generale del Comitato centrale del PCC ha fatto dettagliatamente la regia a livello centrale per il lavoro dell'alleviamento della povertà, e ha promosso la messa in pratica dell'idea di "alleviamento mirato della povertà". Nel marzo del 2014, partecipando alle discussioni con alcune delegazioni nel corso delle sessioni annuali dell'APN e della CCPPC, Xi Jinping ha sottolineato che occorre applicare la strategia di alleviamento mirato della povertà, mirare agli oggetti da aiutare e adottare misure principalmente nei loro confronti, interpretando ulteriormente il concetto di alleviamento mirato della povertà.
Il primo agosto 2014 il Consiglio di Stato cinese ha deciso di stabilire, a partire dal 2014, il 17 ottobre come "Giornata dell'alleviamento della povertà", il che ha costituito un'importante misura per continuare la lotta alla povertà, ed anche un importante sistema in grado di mobilitare ampiamente le varie forze sociali per partecipare all'alleviamento della povertà e allo sviluppo.
Nel giugno del 2015, nel Guizhou, Xi Jinping ha interpretato ancora una volta in modo completo il concetto di "alleviamento mirato della povertà" per intensificare la promozione dei lavori legati all'alleviamento della povertà e allo sviluppo, avanzando "6 precisioni". L' "alleviamento mirato della povertà" è diventato una parola chiave discussa dai vari ambienti sociali.
Nell'ottobre del 2015 durante il Forum di alto livello sulla riduzione della povertà e sullo sviluppo 2015, Xi Jinping ha pronunciato un discorso tematico dal titolo "Eliminare insieme la povertà e promuovere lo sviluppo comune", illustrando le misure adottate dal governo cinese nel corso della completa realizzazione di una società moderatamente benestante per la completa promozione della lotta contro la povertà.
Nel novembre del 2015 durante la riunione di lavoro del Comitato centrale del PCC sull'alleviamento della povertà e sullo sviluppo è stata approvata la "Decisione del Comitato centrale del PCC e del Consiglio di Stato sul vincere la lotta contro la povertà", disponendo completamente i lavori legati all'alleviamento della povertà e allo sviluppo durante il 13º piano quinquennale. Nella decisione sono stati elaborati 10 piani generali sull'alleviamento mirato della povertà che costituiscono i canali fondamentali e i punti concreti per vincere la lotta contro la povertà.
Nel dicembre del 2016 il Consiglio di Stato cinese ha stampato e distribuito la "Pianificazione sulla lotta alla povertà durante il 13º piano quinquennale", avanzando la necessità di persistere nella combinazione organica tra l'assistenza mirata e lo sviluppo generale regionale e di promuovere con impegno un gruppo di progetti legati alla lotta alla povertà.
Nell'ottobre del 2017, nel rapporto presentato al 19º Congresso nazionale del PCC, Xi Jinping ha rilevato che occorre mobilitare le forze dell'intero partito, di tutto il paese e dell'intera società per persistere nell'alleviamento mirato della povertà e nell'emancipazione mirata dalla povertà, garantendo che al 2020 i poveri rurali cinesi sotto gli attuali standard vengano emancipati dalla povertà, tutti i distretti poveri vengano liberati dalla povertà e venga risolto il problema della povertà complessiva di alcune regioni, liberando i poveri veri e propri dalla povertà e realizzando realmente l'emancipazione dalla povertà.
Il 19º Congresso nazionale del PCC ha inserito l'alleviamento mirato della povertà fra le tre lotte importanti. Nell'agosto del 2018 il Comitato centrale del PCC e il Consiglio di Stato hanno emanato le opinioni guida sulle azioni triennali per vincere la lotta contro la povertà. Le opinioni richiedono di garantire che al 2020 i poveri rurali cinesi sotto gli attuali standard vengano emancipati dalla povertà, e venga eliminata la povertà assoluta; che tutti i distretti poveri vengano liberati dalla povertà, venga risolto il problema della povertà complessiva di alcune regioni; che il margine d'aumento dei redditi disponibili pro capite dei contadini delle zone povere sia superiore a quello medio nazionale e che gli indici dei principali settori dei servi pubblici fondamentali delle zone povere si avvicinino al livello medio nazionale.

## Risultati
Sin dal 18º Congresso nazionale del PCC, la lotta alla povertà è diventata un compito di fondo e un indice simbolico della Cina per la completa realizzazione di una società moderatamente benestante, ed è stata promossa con gli sforzi senza precedenti, ottenendo progressi decisivi.
Il Comitato centrale del PCC e gli organi statali hanno emanato più di 230 documenti sulle politiche interessate e sui piani per la loro applicazione. Nell'arco di 5 anni sono stati investiti capitali speciali del governo centrale per l'alleviamento della povertà per un valore totale di 282 miliardi e 200 milioni di RMB con un aumento annuo del 22,7%. È stato rafforzato l'alleviamento della povertà attraverso i mezzi finanziari, e sono stati concessi crediti di piccola somma per un valore totale di 443 miliardi e 700 milioni di RMB per l'alleviamento della povertà al fine di sostenere le 11.230.000 famiglie povere nello sviluppo delle industrie.
Secondo le informazioni fornite dall'Ufficio per l'alleviamento della povertà del Consiglio di Stato, il numero dei poveri cinesi è passato dai 770 milioni della fine del 1978 ai 30.460.000 della fine del 2017, il numero totale delle persone povere si è ridotto di 740 milioni, con una riduzione annua media di circa 19 milioni di persone povere; il tasso di povertà è passato dal 97,5% al 3,1% e la Cina ha contribuito per oltre il 70% all'alleviamento della povertà globale. Secondo gli attuali standard, dal 2013 al 2017 il numero delle persone povere affrancate dalla povertà ha raggiunto 68.530.000, con una riduzione di circa il 70%; la Cina ha non solo diminuito annualmente il numero dei poveri di oltre 10 milioni, ma ha anche realizzato per la prima volta la riduzione netta del numero dei distretti poveri.
Nel rapporto presentato al 19º Congresso nazionale del PCC, si legge che la lotta alla povertà ha registrato progressi decisivi, più di 60 milioni di poveri si sono emancipati stabilmente dalla povertà, e il tasso di povertà è passato dal 10,2% al di sotto del 4%. La politica di alleviamento mirato della povertà avanzata dal PCC ha ottenuto il risultato di riduzione annua di più di 13 milioni di poveri. La rivista britannica "The Economist" ha pubblicato un commento, dicendo che nell'ambito dell'alleviamento della povertà, "la Cina è un eroe".
Il "Rapporto dell'Onu sugli obiettivi di sviluppo del Millennio" reso noto nel 2015 dal Programma per lo sviluppo dell'Onu rileva esplicitamente che "la Cina ha svolto un ruolo fondamentale nell'alleviamento della povertà". La nuova teoria della Cina sull'alleviamento mirato della povertà e le nuove pratiche cinesi hanno fornito un esempio all'alleviamento globale della povertà.

## Problemi esistenti
In Cina l'alleviamento della povertà e lo sviluppo hanno avuto inizio nella metà degli anni '80 del secolo scorso. Tuttavia nei lavori concreti esistevano dei problemi incerti, quali "chi sono i residenti poveri", "quali sono le cause della povertà", "come fornire assistenze mirate" e "come sono i risultati delle assistenze". Alcune famiglie contadine povere e alcuni cittadini poveri non sono stati aiutati. Esistevano comunemente i problemi della bassa qualità e dell'efficacia scarsa, anzi esisteva il fenomeno di occupazione e spreco di risorse statali destinate all'assistenza ai poveri attraverso la falsificazione, causando la corruzione. Nei 40 anni seguiti all'avvio della politica della riforma e dell'apertura centinaia di milioni di cinesi si sono emancipati dalla povertà, tuttavia in Cina l'alleviamento della povertà ha di fronte ancora compiti ardui.
Esistono ancora i fenomeni di formalismo, burocrazia, falsificazione, l'impazienza e lo stato d'animo di stanchezza per il lavoro e l'atteggiamento negativo sul lavoro che causa la corruzione, parte dei quali sono molto gravi e influenzano negativamente la promozione efficace della lotta alla povertà.
Nell'ambito di alleviamento della povertà esistono ampiamente ancora i fenomeni di frequenti esami e valutazioni, frequenti riempimenti di tabelle con dei numeri, pressioni grandi e compiti pesanti, in particolare l'alleviamento mirato della povertà è entrato nello cerchio strano di riempimento preciso di tabelle che è divenuto un fardello dei contadini e delle zone rurali poveri. Il vice direttore dell'Ufficio del gruppo direttivo per l'alleviamento della povertà e lo sviluppo del Consiglio di Stato Ou Qingping ha affermato che ogni anno eccetto a riempire per una volta le tabelle per archiviare le informazioni e i dati secondo la disposizione unificata, nessun ente o dipartimento può chiedere ai villaggi di riempire tabelle con i dati sull'alleviamento della povertà con qualsiasi pretesto.
Le opinioni dei lavoratori di base partecipanti all'alleviamento della povertà, le buone intenzioni del governo, e la pianificazione a lungo termine hanno trascurato a volte i fattori innati determinanti dei contadini e la limitatezza obiettiva della loro posizione geografica. I lavoratori di base o il governo hanno progettato i piani di sviluppo per i contadini secondo la propria volontà soggettiva, anzi hanno ricercato l'uniformità e l'obiettivo finale, limitando i contadini nella valorizzazione del loro spirito d'iniziativa! Come combinare meglio la regia a livello centrale con i lavori di base? Come rendere le politiche più realistiche? Occorre ricercare le risposte nelle pratiche.